# Пренсвил (Квебек)
Пренсвил (фр. Princeville) је град у Канади у покрајини Квебек. Према резултатима пописа 2011. у граду је живело 5.693 становника.

## Становништво
Према резултатима пописа становништва из 2011. у граду је живело 5.693 становника, што је за 2,2% више у односу на попис из 2006. када је регистровано 5.571 житеља.
| 2006. | 2011. |
| ----- | ----- |
| 5.571 | 5.693 |